# Georgij Tigiev
Georgij L'vovič Tigiev (in russo Георгий Львович Тигиев?; Vladikavkaz, 26 maggio 1995) è un ex calciatore russo, di ruolo difensore.

## Caratteristiche tecniche
È un terzino sinistro.

## Carriera

### Club
Ha esordito il 3 maggio 2015 con la maglia del Torpedo Mosca in un match pareggiato 2-2 contro il Rubin.

## Statistiche

### Presenze e reti nei club
Statistiche aggiornate al 24 dicembre 2017.
| Stagione        | Squadra                | Campionato      | Campionato | Campionato | Coppe nazionali | Coppe nazionali | Coppe nazionali | Coppe continentali | Coppe continentali | Coppe continentali | Altre coppe | Altre coppe | Altre coppe | Totale | Totale | Totale |
| Stagione        | Squadra                | Comp            | Pres       | Reti       | Comp            | Pres            | Reti            | Comp               | Pres               | Reti               | Comp        | Pres        | Reti        | Pres   | Reti   |        |
| --------------- | ---------------------- | --------------- | ---------- | ---------- | --------------- | --------------- | --------------- | ------------------ | ------------------ | ------------------ | ----------- | ----------- | ----------- | ------ | ------ | ------ |
| 2014-2015       | Torpedo Mosca          | PL              | 5          | 0          | CR              | 0               | 0               |                    | -                  | -                  |             | -           | -           | 5      | 0      |        |
| 2015-2016       | Anži                   | PL              | 19+2       | 0          | CR              | 1               | 0               |                    | -                  | -                  |             | -           | -           | 22     | 0      |        |
| 2016-feb. 2017  | Anži                   | PL              | 14         | 0          | CR              | 2               | 0               |                    | -                  | -                  |             | -           | -           | 16     | 0      |        |
| feb.-giu. 2017  | Spartak Mosca          | PL              | 4          | 0          | CR              | 0               | 0               |                    | -                  | -                  |             | -           | -           | 4      | 0      |        |
| 2017-2018       | Spartak Mosca          | PL              | 3          | 0          | CR              | 0               | 0               | UCL                | 0                  | 0                  |             | -           | -           | 3      | 0      |        |
| 2018-feb.2019   | Kryl'ja Sovetov Samara | PL              | 2          | 0          | CR              | 2               | 0               |                    | -                  | -                  |             | -           | -           | 4      | 0      |        |
| Totale carriera | Totale carriera        | Totale carriera | 47         | 0          |                 | 3               | 0               |                    | 0                  | 0                  |             | -           | -           | 50     | 0      |        |

## Palmarès
- Campionato russo: 1

Spartak Mosca: 2016-2017
- Supercoppa di Russia: 1

Spartak Mosca: 2017